# Longwy
Longwy je naselje in občina v severovzhodnem francoskem departmaju Meurthe-et-Moselle regije Lorene. Leta 1999 je naselje imelo 14.521 prebivalcev.

## Geografija
Kraj leži v severovzhodni Franciji tik ob meji z Belgijo in Luksemburgom, 60 km severozahodno od Metza. Razdeljen je na tri dele zgornji Longwy-Haut (fortifikacija), spodnji Lonqwy-Bas (administrativno središče) in Lonqwy-Gouraincourt (industrijski del).

## Administracija
Longwy je sedež istoimenskega kantona, vključenega v okrožje Briey.

## Zgodovina
Prvotno je Lonqwy pripadal Lotaringiji. Po razdelitvi njenega kraljestva je postal del Zgornje Lorene, nato Barskega vojvodstva. Leta 1368 je prišel v roke luksemburškega vojvoda Venceslava I., vrnjen Baru  v letu 1378. Slednji je bil leta 1480 priključen Lorenskemu vojvodstvu. V vmesnem času od 1648 do 1660 je bil v sklopu Francoskega kraljestva, ponovno pa je prišel pod Francijo leta 1670 in v njej dokončno pristal s podpisom mirovnega sporazuma v Nijmegnu. V obdobju Ludvika XIV. je Lonqwy dobil utrdbe, ki jih je skonstruiral Vauban.

## Zanimivosti
- Longwyjska utrdba (Longwy-Haut) je bila kot ena izmed trinajstih Vaubanovih fortifikacij leta 2008 vpisana na UNESCOv seznam svetovne kulturne dediščine.